# Paul Otto (General)

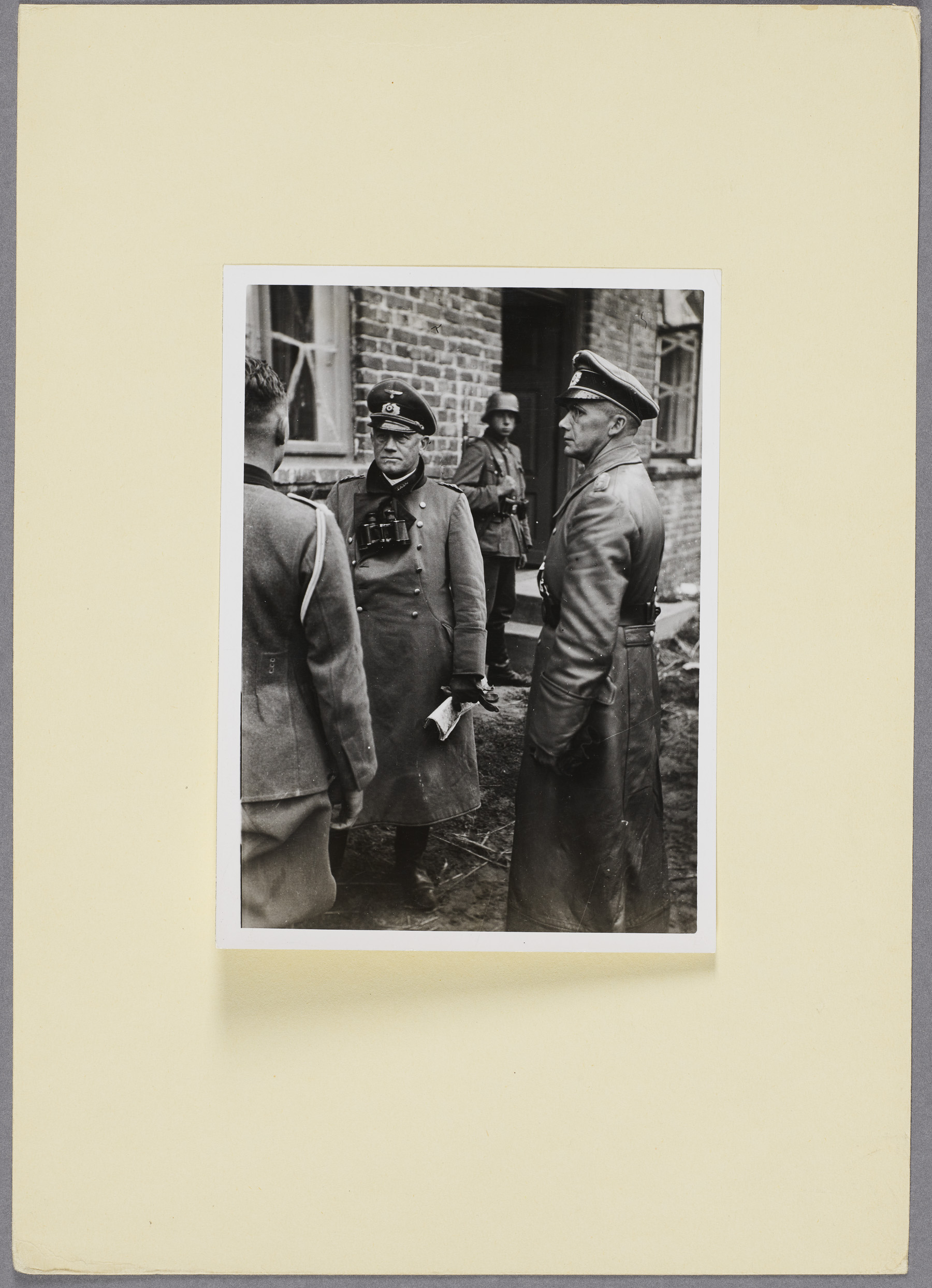
Die Generäle Paul Otto (Mitte) und Traugott Herr in Polen

Paul Otto (* 12. Juli 1881 in Güstrow; † 14. Januar 1961 in Schliersee) war ein deutscher General der Infanterie im Zweiten Weltkrieg.

## Leben
Otto trat 1901 als Fahnenjunker in das 6. Pommersche Infanterie-Regiment Nr. 49 der Preußischen Armee ein. 1906 ließ er sich zur Schutztruppe nach Deutsch-Südwestafrika versetzten und beteiligte sich hier an der Niederschlagung des Aufstands der Herero und Nama. Ab 1912 war Otto zur weiteren Ausbildung an die Kriegsakademie kommandiert und wurde zwischenzeitlich zum Oberleutnant befördert. Während des Ersten Weltkriegs hatte er verschiedene Stabsverwendungen.
Nach Kriegsende war Otto im Freikorps Hindenburg tätig und wurde dann in die Reichswehr übernommen. Am 1. Oktober 1932 wurde Otto zum Oberst befördert und kommandierte vom 1. November 1932 bis 31. März 1934 das 21. (Bayerisches) Infanterie-Regiment in Nürnberg. Anschließend diente er bis 30. September 1934 als Infanterieführer IV.

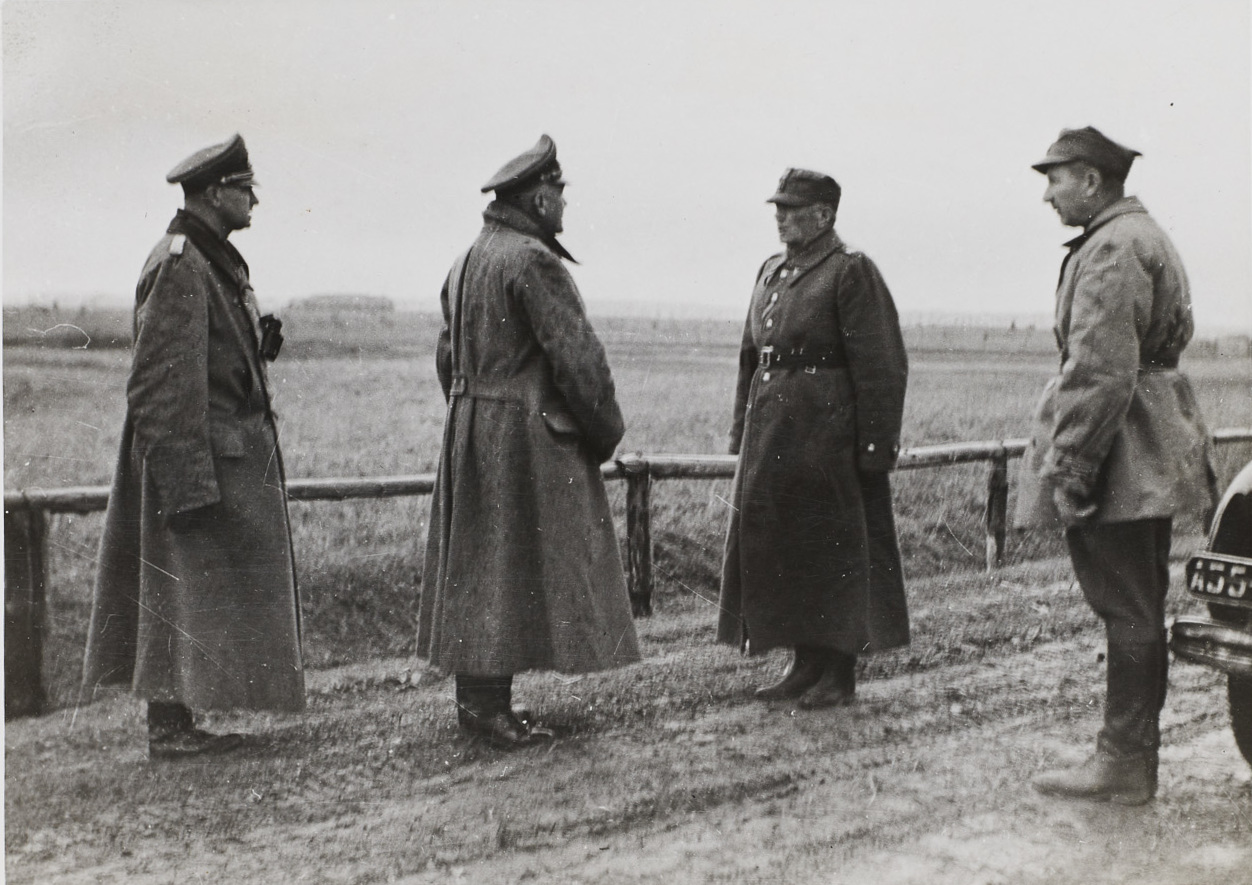
Kapitulation von General Franciszek Kleeberg am 6. Oktober 1939 in der Schlacht bei Kock

Otto nahm zu Beginn des Zweiten Weltkriegs als Kommandeur der 13. Infanterie-Division während des Überfalls auf Polen am 6. Oktober 1939 die Kapitulation des polnischen Generals Kleeberg nach der Schlacht bei Kock/Adamow entgegen. Ende Oktober 1939 gab er die Division ab, wurde Chef der deutschen Militärmission in der Slowakei und in dieser Stellung am 1. Dezember 1940 zum General der Infanterie befördert. Zum 1. Mai 1942 kehrte Otto nach Deutschland zurück und war bis 30. April 1943 Kommandierender General des Wehrkreiskommandos IX. in Kassel. Anschließend wurde er in die Führerreserve versetzt und am 31. Oktober 1943 aus dem Militärdienst verabschiedet.

## Auszeichnungen
- Kronenorden IV. Klasse mit Schwertern[2]
- Ritterkreuz des Königlichen Hausordens von Hohenzollern mit Schwertern[2]
- Eisernes Kreuz (1914) II. und I. Klasse[2]
- Preußisches Dienstauszeichnungskreuz[2]
- Preußische Rettungsmedaille am Band[2]
- Ritterkreuz I. Klasse des Albrechts-Ordens mit Schwertern[2]
- Ritterkreuz I. Klasse des Friedrichs-Ordens mit Schwertern[2]
- Hanseatenkreuz Hamburg[2]
- Mecklenburgisches Militärverdienstkreuz I. Klasse[2]
- Österreichisches Militärverdienstkreuz III. Klasse mit Kriegsdekoration[2]